# Peterskapelle (Spay)

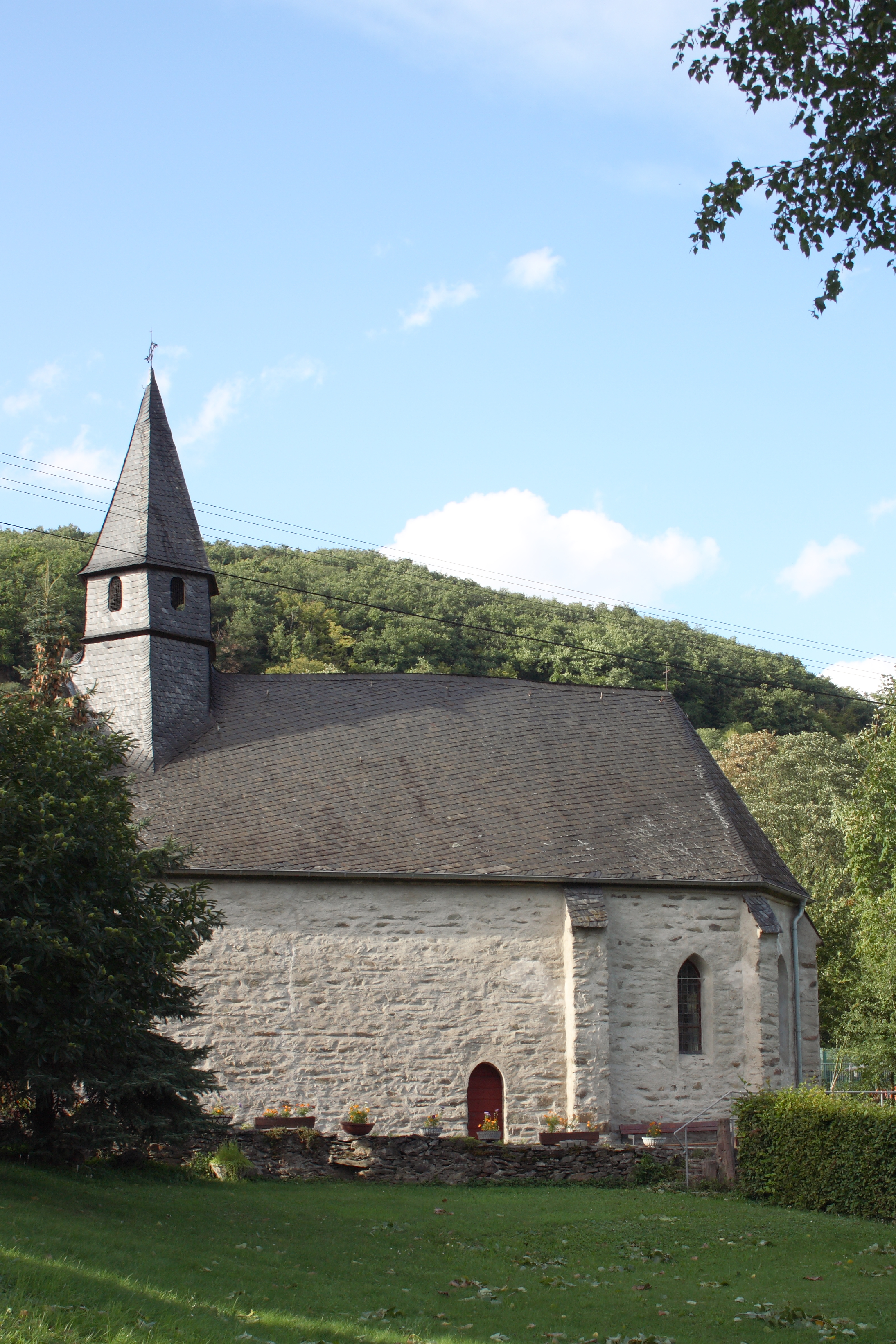
Ansicht von Südosten

Die katholische Peterskapelle in Spay (im Ortsteil Peterspay), einer Ortsgemeinde im Landkreis Mayen-Koblenz in Rheinland-Pfalz, ist ein romanischer Bau, der um 1285 eine gotische Umgestaltung erfuhr und mit einem gotischen Polygonalchor erweitert wurde. In der Kapelle sind Wandmalereien aus der ersten Hälfte des 14. Jahrhunderts erhalten, die zu den besten Zeugnissen der frühgotischen mittelrheinisch-kölnischen Schule zählen. Ihren hohen Denkmalwert gewinnt die Kapelle auch durch den Umstand, dass sich an ihrem Freskenzyklus ein fast vollständiges heilsgeschichtliches Programm in Anlehnung an das Apostolische Glaubensbekenntnis ablesen lässt.

## Geschichte
Die dem Apostel Petrus geweihte Kapelle wurde 1237 erstmals in einer Urkunde erwähnt. In dieser wird die Schenkung der einstigen adligen Eigenkirche an das Kloster Eberbach bestätigt.
1656 war die Kirche mit dem erweiterten Patrozinium Peter und Paul im Besitz des Martinsstifts in Worms. Damals wurde der Altar, wohl nach Beschädigungen während des Dreißigjährigen Krieges, neu geweiht, wie die Weihekreuze aus dieser Zeit belegen. Im Jahr 1804, unter der Franzosenzeit wurde die Kapelle der Pfarrkirche St. Lambertus unterstellt und bis 1810 für den Gottesdienst genutzt. In der Folgezeit verfiel die Kapelle.
1886 wurden erstmals Spuren gotischer Wandmalereien entdeckt. Nach der baulichen Instandsetzung der Kapelle ab 1919 wurden die Malereien 1931/32 freigelegt und von dem Kirchenmaler Hermann Velte sen. aus Darmstadt erstmals restauriert. 1950 wurden weitere Malereien freigelegt und es erfolgte eine erneute Restaurierung durch Hermann Velte jun.
1980 wurde die Kapelle unter Denkmalschutz gestellt und 1985 wurden umfassende Sanierungsmaßnahmen des Gebäudes eingeleitet. 1996 begann man mit der Reinigung und Konservierung der Wandmalereien.

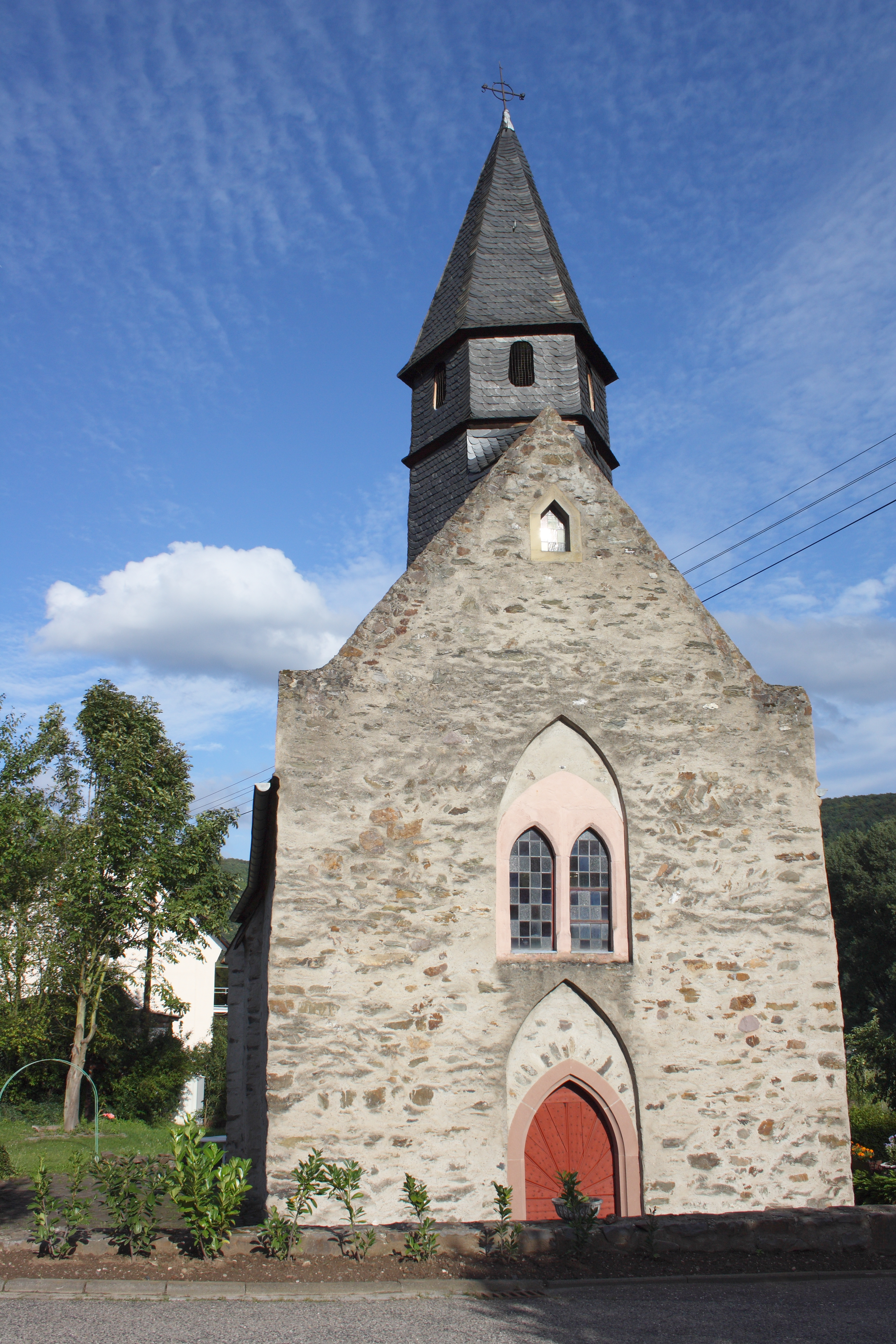
Westfassade

## Architektur

### Außenbau
Das Gebäude ist aus Bruchstein errichtet. Die Nordseite der Kapelle weist zwei spitzbogige Fenster auf, an der Südseite befindet sich eine rundbogige Nebenpforte. Die Westfassade gliedern ein Spitzbogenportal, das wie das darüber liegende spitzbogige Zwillingsfenster in eine von einem Spitzbogen überfangene Nische eingebettet ist. Ein kleines Fenster durchbricht den Dreiecksgiebel. Über dem westlichen Langhausjoch sitzt auf dem schiefergedeckten Satteldach ein sechsseitiger, vollständig verschieferter Dachreiter, den ein Pyramidendach krönt.
Die Außenmauern des Chors gliedern sechs Strebepfeiler mit schiefergedeckten Pultverdachungen. Die Wandflächen der Chorsegmente sind von Spitzbogenfenstern durchbrochen.

### Innenraum
Die Peterskapelle ist als Saalkirche angelegt, 15 Meter lang und sechs Meter breit. Das Langhaus ist mit einer flachen, mehrfach erneuerten  Holzdecke gedeckt. Die heutige Decke wurde 1998 eingezogen. Der nach dendrochronologischen Erkenntnissen um 1285 errichtete Chor schließt mit einem Fünfachtelschluss und wird – wie das rechteckige Chorjoch – mit einem Kreuzrippengewölbe gedeckt. Dort sind die Reste einer Piscina (rechts hinter dem Altar) und einer Sakramentsnische (in der Nordwand) erhalten.

## Wandmalereien

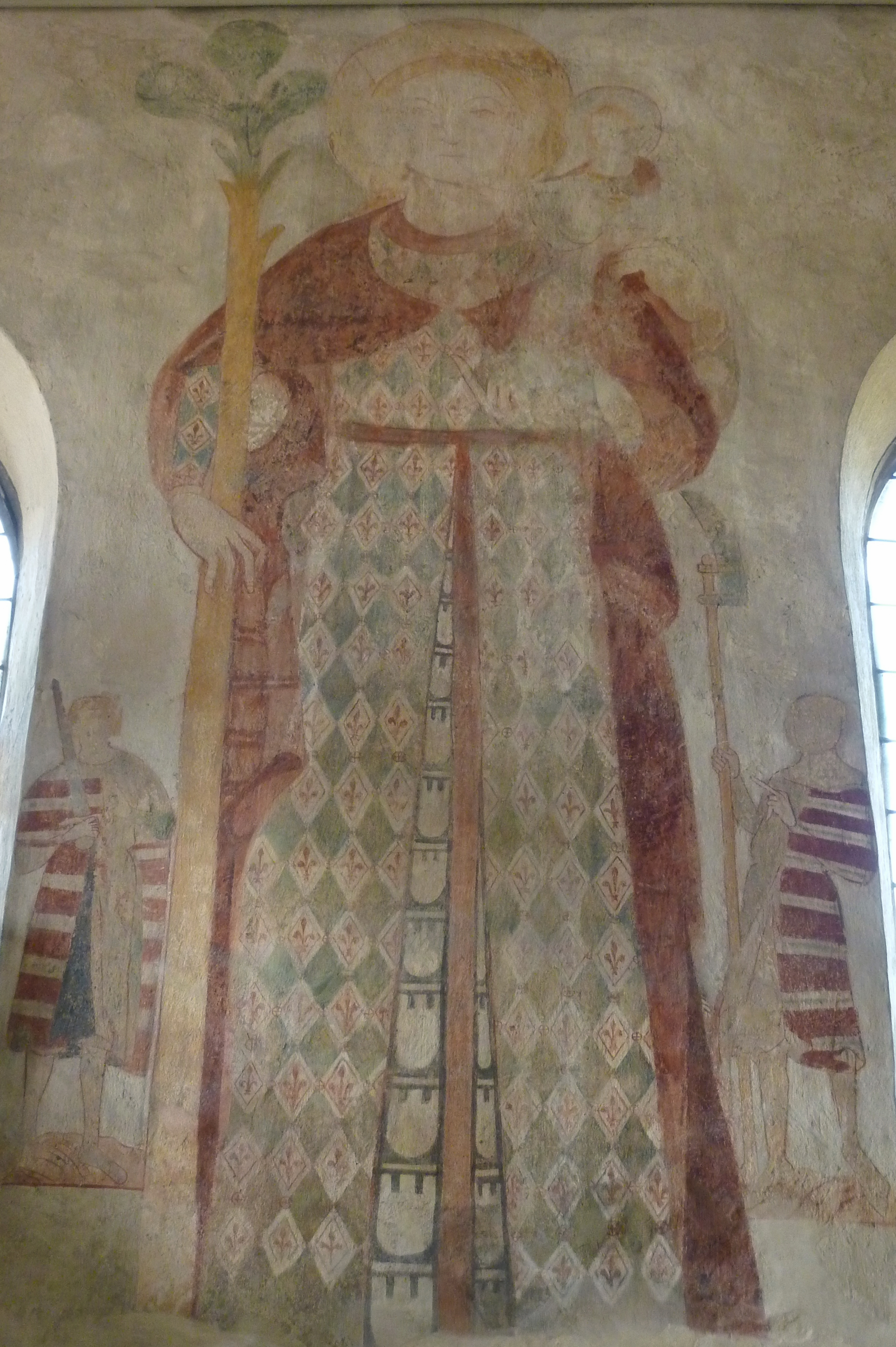
Heiliger Christophorus

Die heute in großen Teilen sichtbare figürliche und dekorative Raumfassung wird nach jüngsten Erkenntnissen in die gotische Ausbauphase um 1285 datiert, doch wurden die Fresken im Zuge der Restaurierungen von 1931/32 und 1950 stark überarbeitet und ergänzt.
Zwischen den beiden Fenstern der Nordwand ist der heilige Christophorus als drei Meter großer Riese dargestellt, der Christus in Gestalt eines Kindes auf seinen Schultern trägt. Er wird als einer der Vierzehn Nothelfer verehrt. An seinen Seiten stehen zwei wesentlich kleinere Figuren, von denen die linke mit dem Schwert im 20. Jahrhundert ergänzt wurde und die andere mit einer Hellebarde wahrscheinlich als Stifterfigur anzusprechen ist. Neben dem rechten Fenster ist oben die heilige Katharina von Alexandrien mit den Attributen ihres Martyriums, dem Schwert und dem Rad, dargestellt. Darunter stehen zwei Wächter mit Hellebarden.

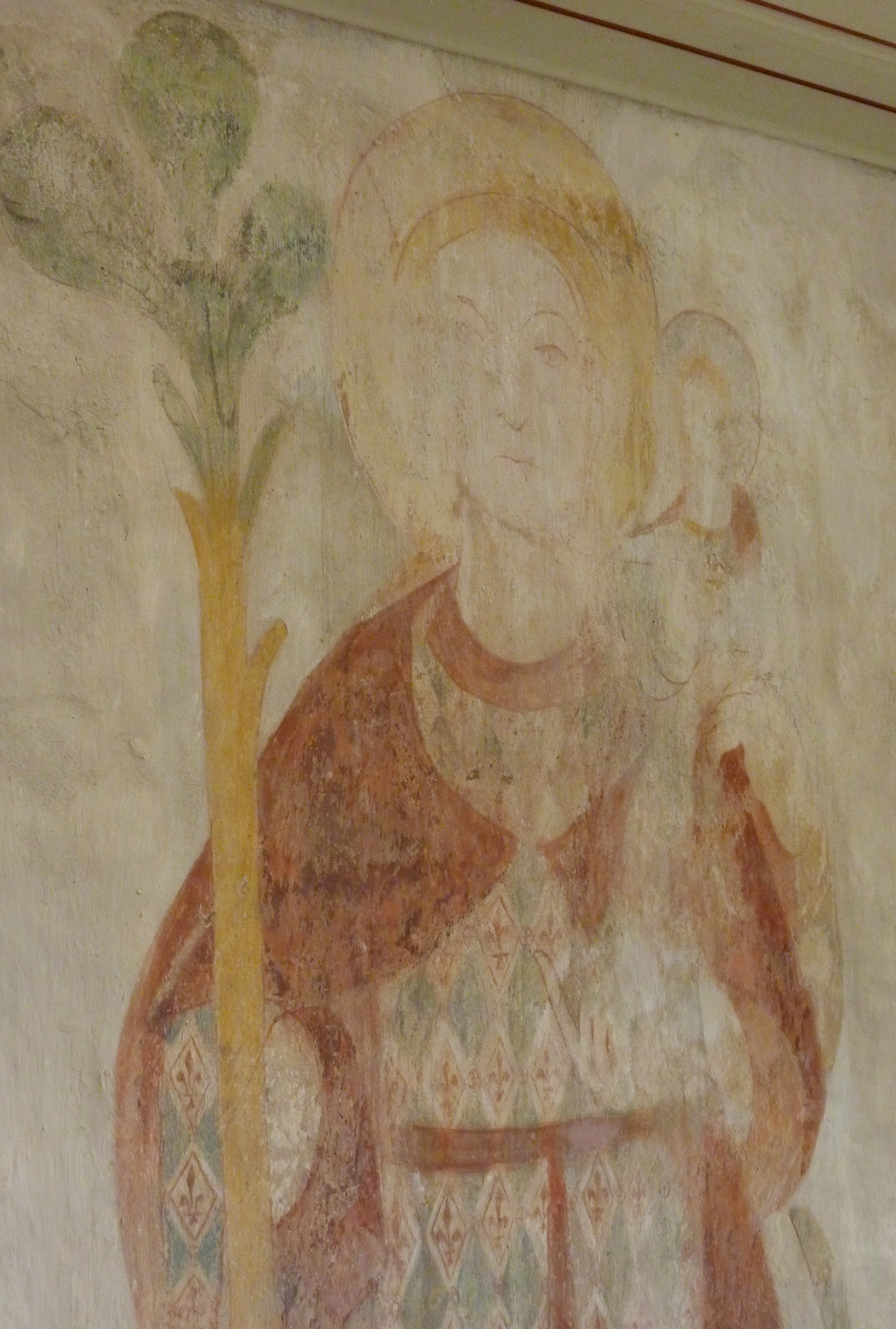
Heiliger Christophorus
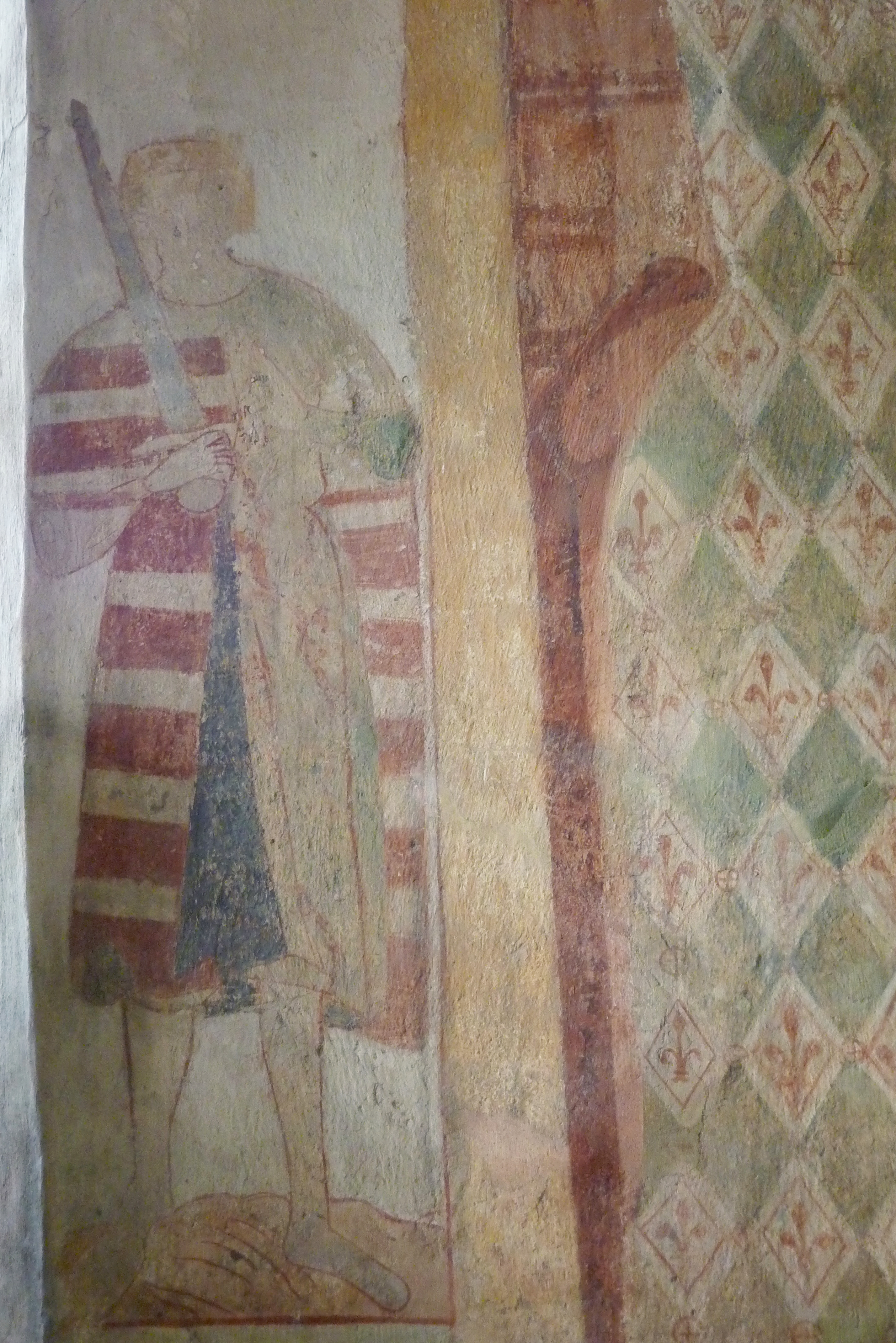
Figur neben dem heiligen Christophorus
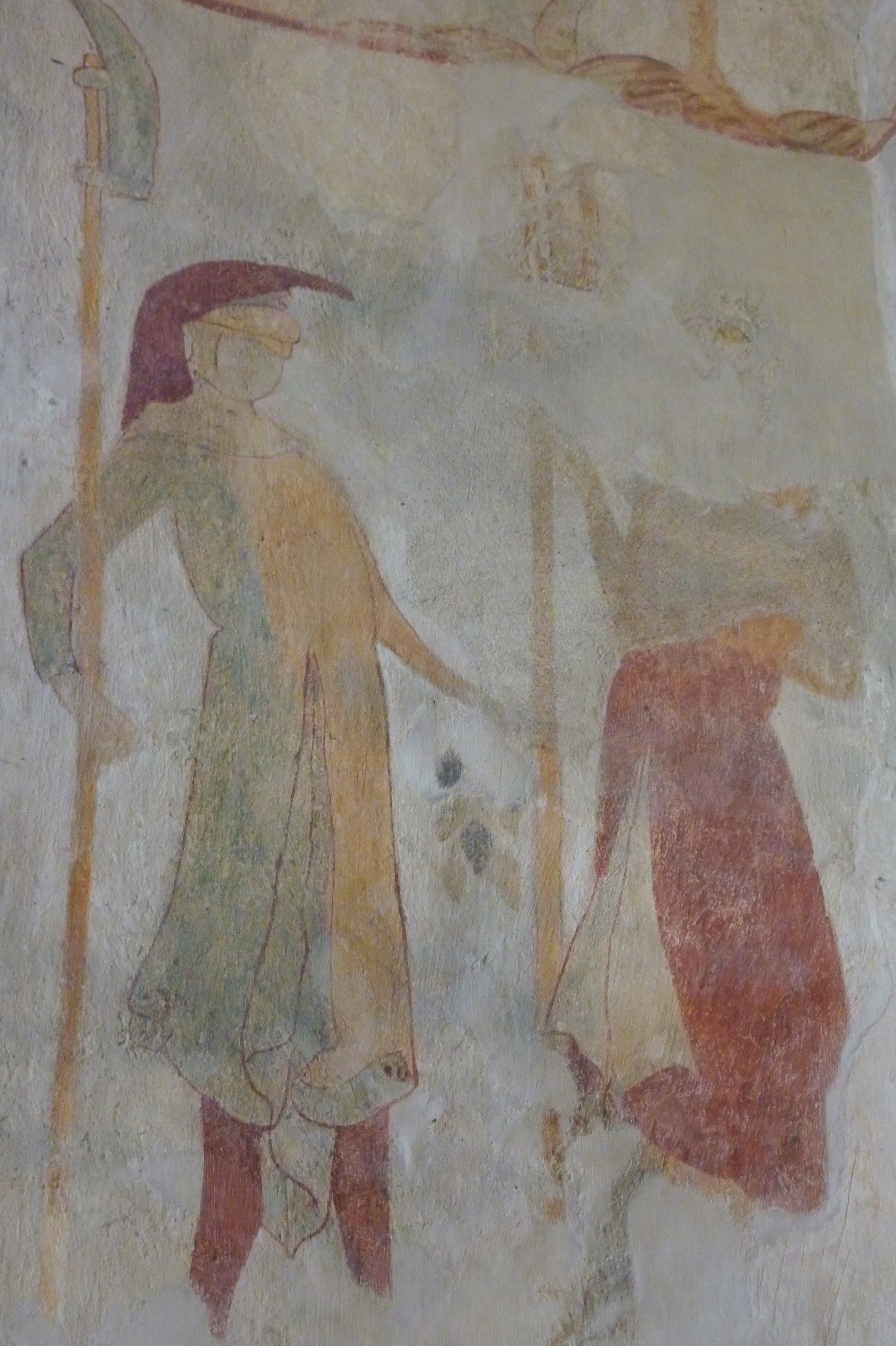
Zwei Wächter

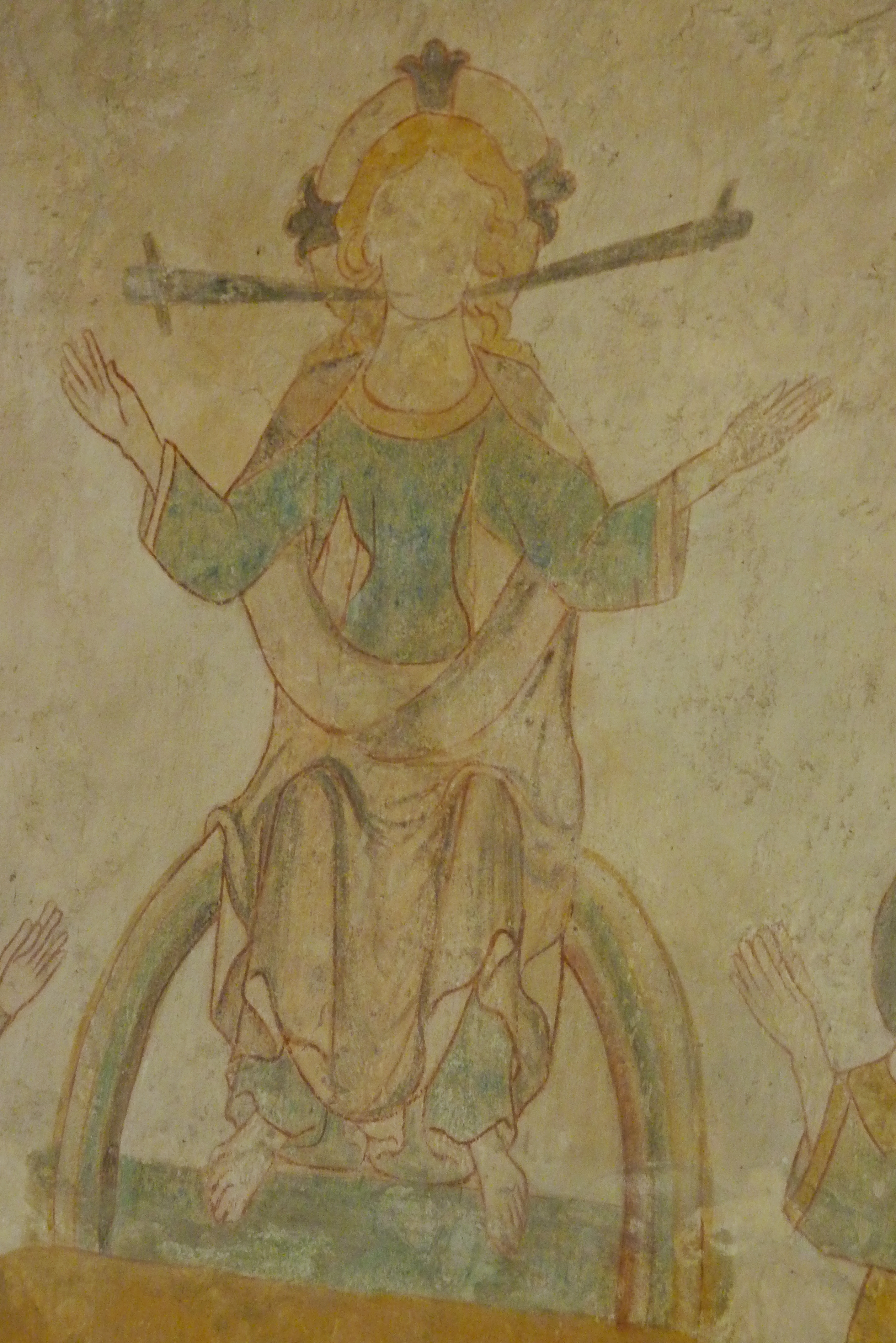
Christus als Weltenrichter

Auf der gegenüberliegenden Südwand ist das Jüngste Gericht dargestellt. In der Mitte thront Christus als Weltenrichter auf einem Regenbogen, zwei Schwerter kommen aus seinem Mund hervor. Auf seinen ausgebreiteten Händen und auf seinen Füßen sind die Wundmale der Passion zu erkennen. Zu seiner Rechten kniet Maria. Neben ihr wenden sich die Seligen einer Burg zu, dem Himmlischen Jerusalem. Zur Linken Jesu kniet Johannes der Täufer. Dahinter treibt ein Teufel mit einer Gabel die Verdammten zur Hölle, wo sie ein anderer Teufel erwartet. In der Szene darunter wird die Auferstehung der Toten dargestellt, die als kleine, nackte Figuren aus ihren Gräbern steigen und ihre Sargdeckel auf die Seite legen. Vier Posaune blasende Engel, zwei in der Mitte und zwei an den Rändern der Szene, verkünden das Weltgericht.

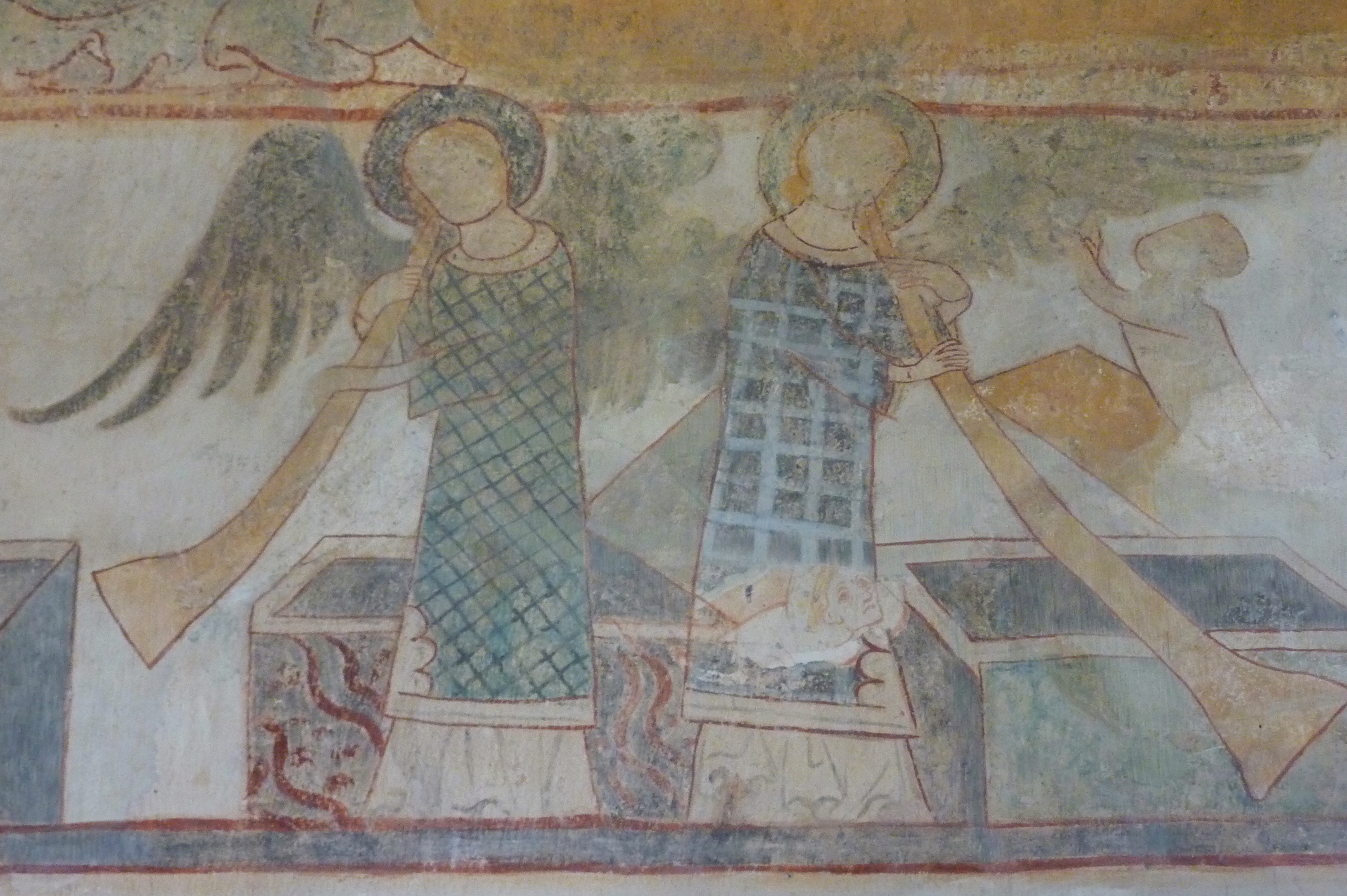
Posaunenengel
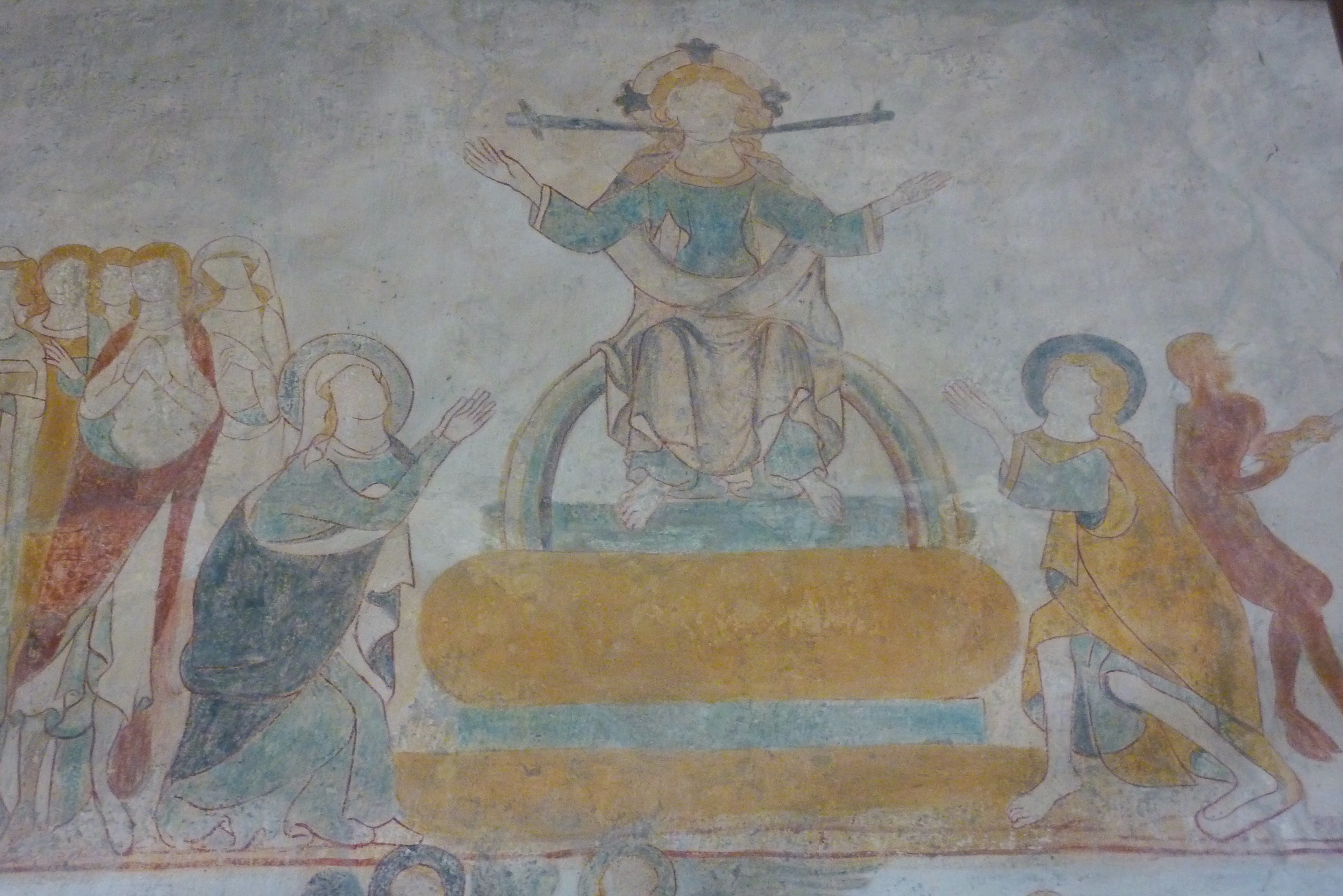
Jüngstes Gericht
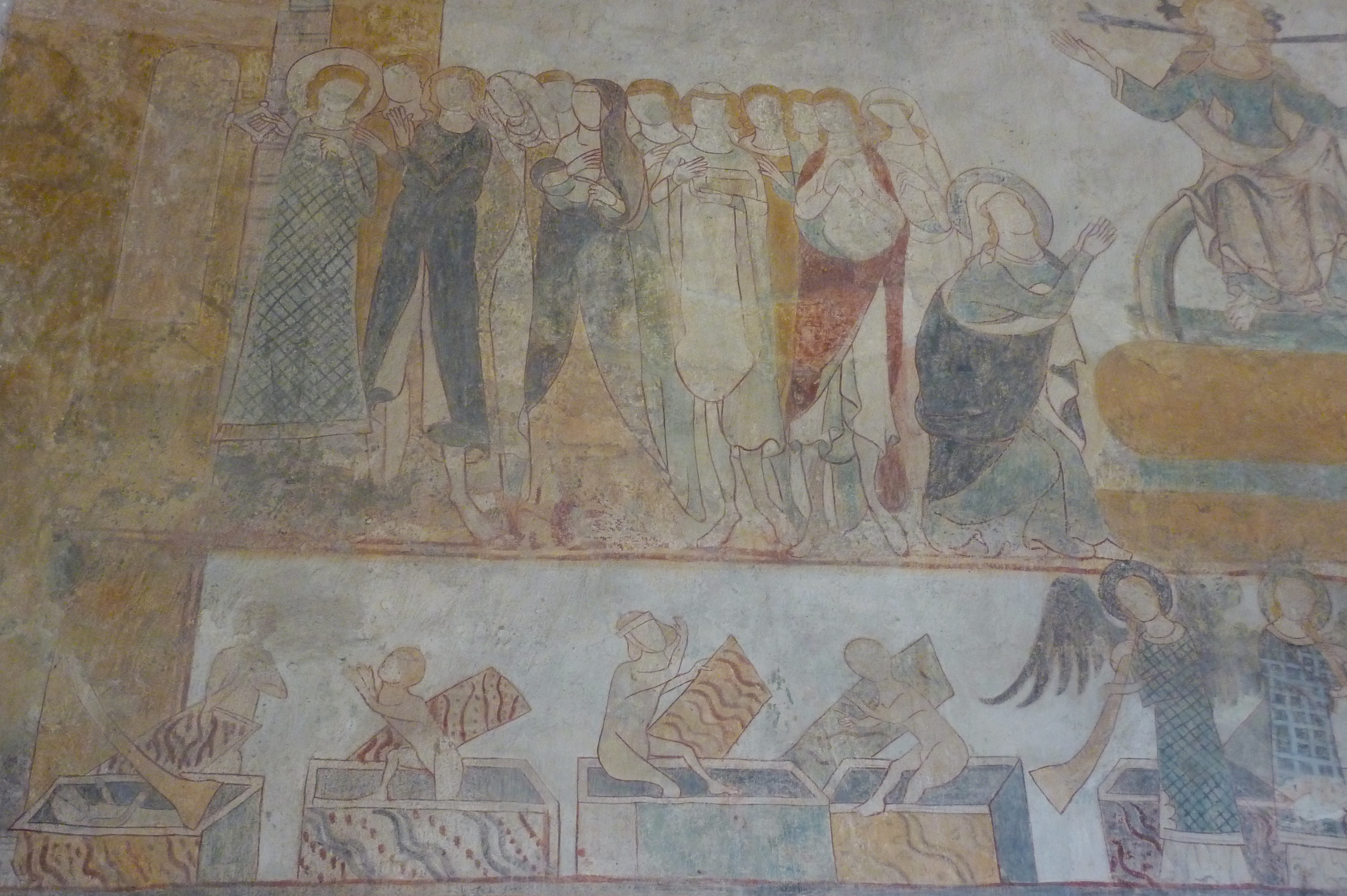
Tote steigen aus ihren Gräbern, Auserwählte

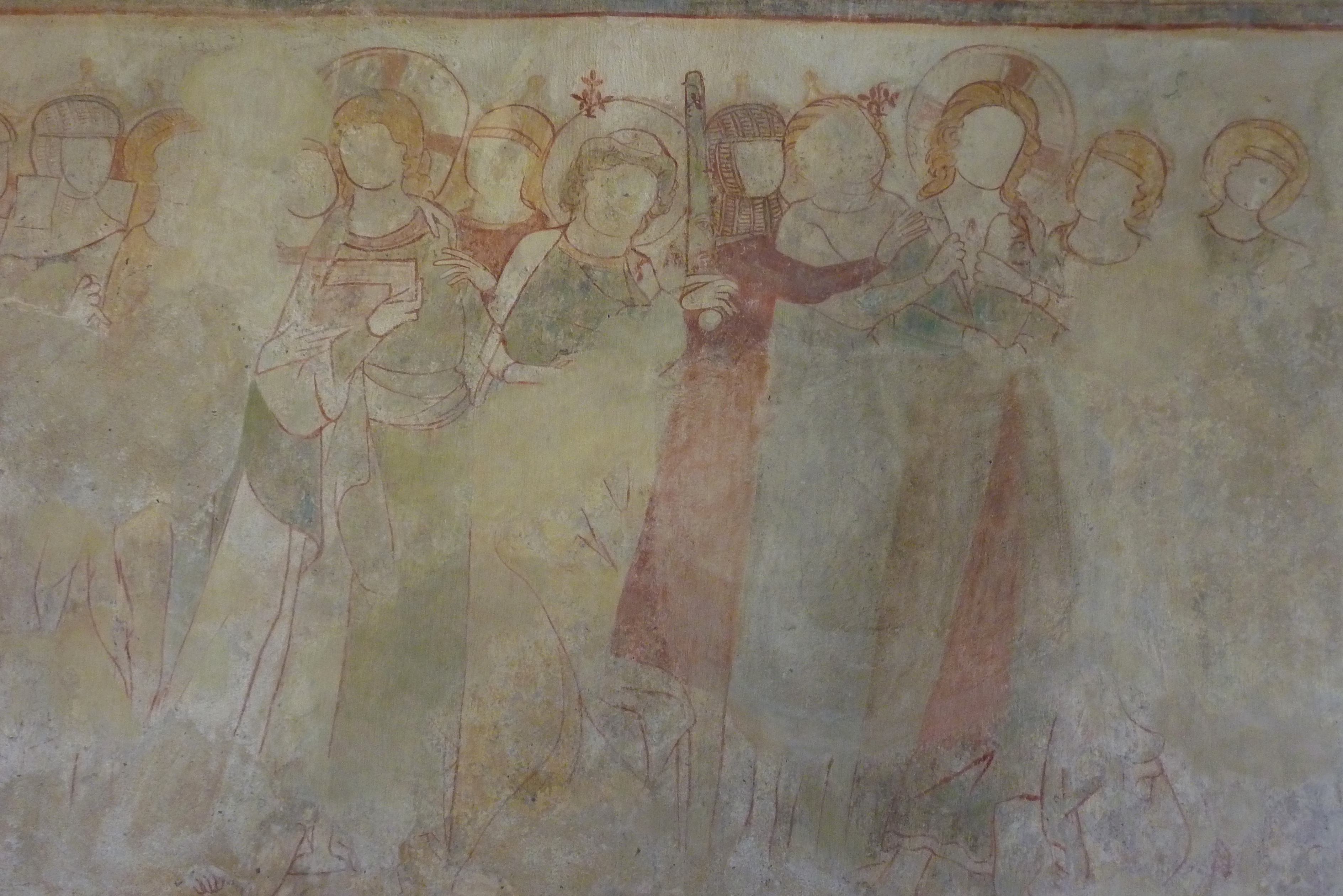
Gefangennahme Jesu

Auf der untersten Szene wird die Passionsgeschichte dargestellt, die nur noch teilweise erhalten ist und westlich der Nebenpforte mit dem Verrat des Judas und der Gefangennahme Jesu beginnt. Inmitten von Soldaten, die Rüstungen des frühen 14. Jahrhunderts tragen, ist Judas zu erkennen, der Jesus auf die rechte Wange küsst. Unter der Empore sind nur noch Fragmente der Kreuztragung, der Geißelung und der Kreuzigung erhalten.

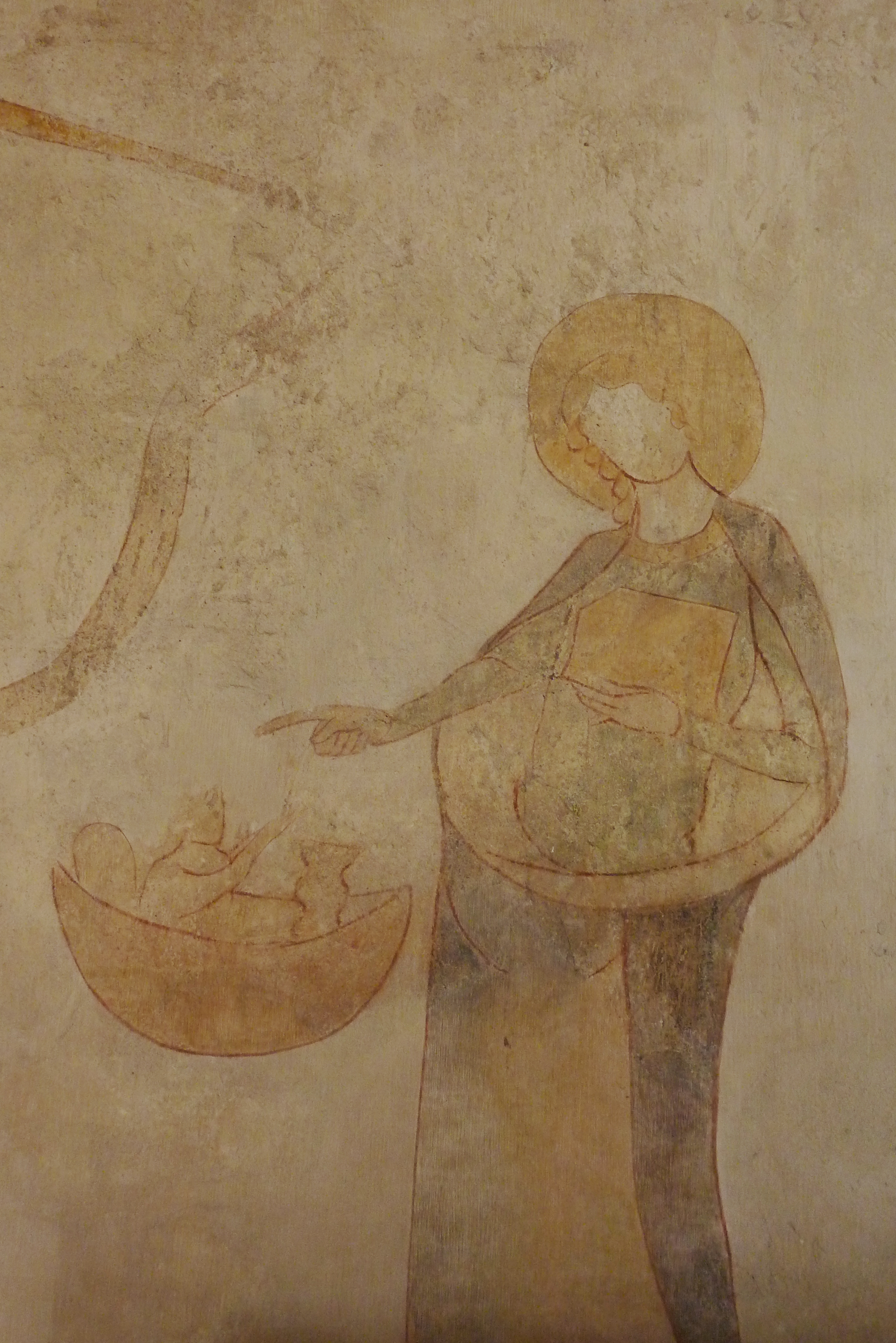
Erzengel Michael wägt die Seelen

An der Westwand sind noch Konturreste einer Kreuzabnahme zu erkennen. An der Nordwand der Empore ist eine Szene der Seelenwägung durch den Erzengel Michael dargestellt. Die linke Waagschale ist mit Steinen gefüllt und fünf Teufel versuchen, sie nach unten zu ziehen. In der rechten Waagschale sitzt eine kleine nackte Figur, die jedoch schwerer wiegt. Neben dieser Szene ist der heilige Martin dargestellt, der auf seinem Pferd sitzt und seinen Mantel mit einem Bettler teilt.
Auf der Südseite der Empore setzt sich die Schilderung des Jüngsten Gerichts fort. Hier ist der Höllenschlund zu erkennen, in dem Verdammte im Feuer schmoren und den eine Säule aufsperrt. Daran klammert sich ein doppelköpfiger Teufel mit Gesichtern an den Armen und am Gesäß. Außer dem Rachen ist von dem Kopf des Ungeheuers nur noch ein Auge erhalten.
Im Chor sind die Zwölf Apostel dargestellt. Die Namen darüber wurden bei der Restaurierung 1950 teilweise falsch ergänzt. Über dem Triumphbogen ist links die Anbetung der Heiligen Drei Könige dargestellt. Maria und das Jesuskind sind nur noch teilweise erhalten. Die wohl darauf zu beziehende Darstellung eines Ritters, dessen Schild und Wappendecke mit einem weißen Kreuz versehen sind, erinnert an die Kreuzzüge und die damals allgemein verbreitete Vorstellung, dass der Vollendung der Heilsgeschichte eine Befreiung des Heiligen Landes von der Herrschaft der Mauren vorangehen müsse. Eine mit dieser eng verwandte Ritterdarstellung findet sich in der Mendiger Pfarrkirche St. Cyriakus. Dort gibt es auch eine ähnliche Christophorusdarstellung.

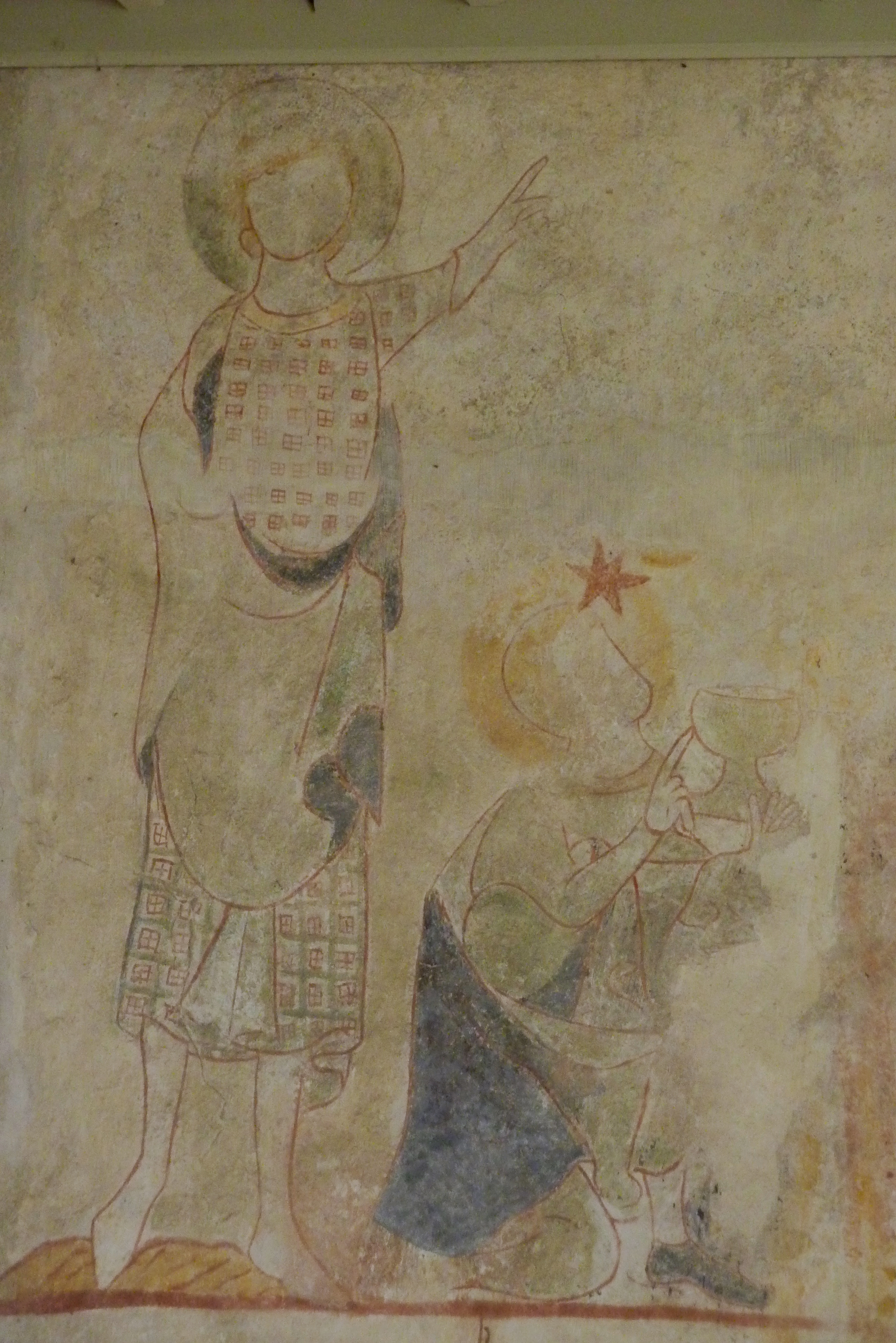
Anbetung der Heiligen Drei Könige (Ausschnitt)
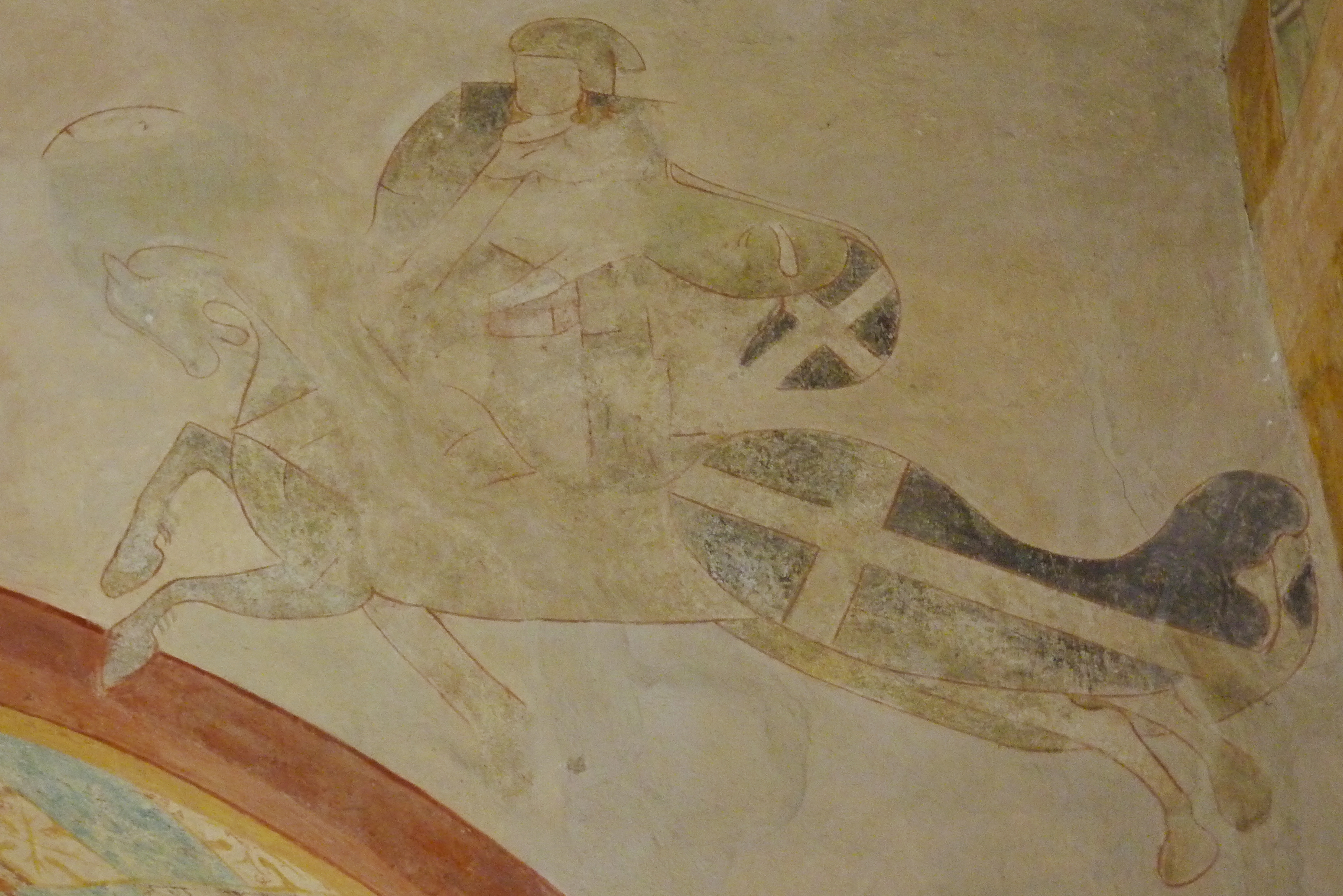
Kreuzritter
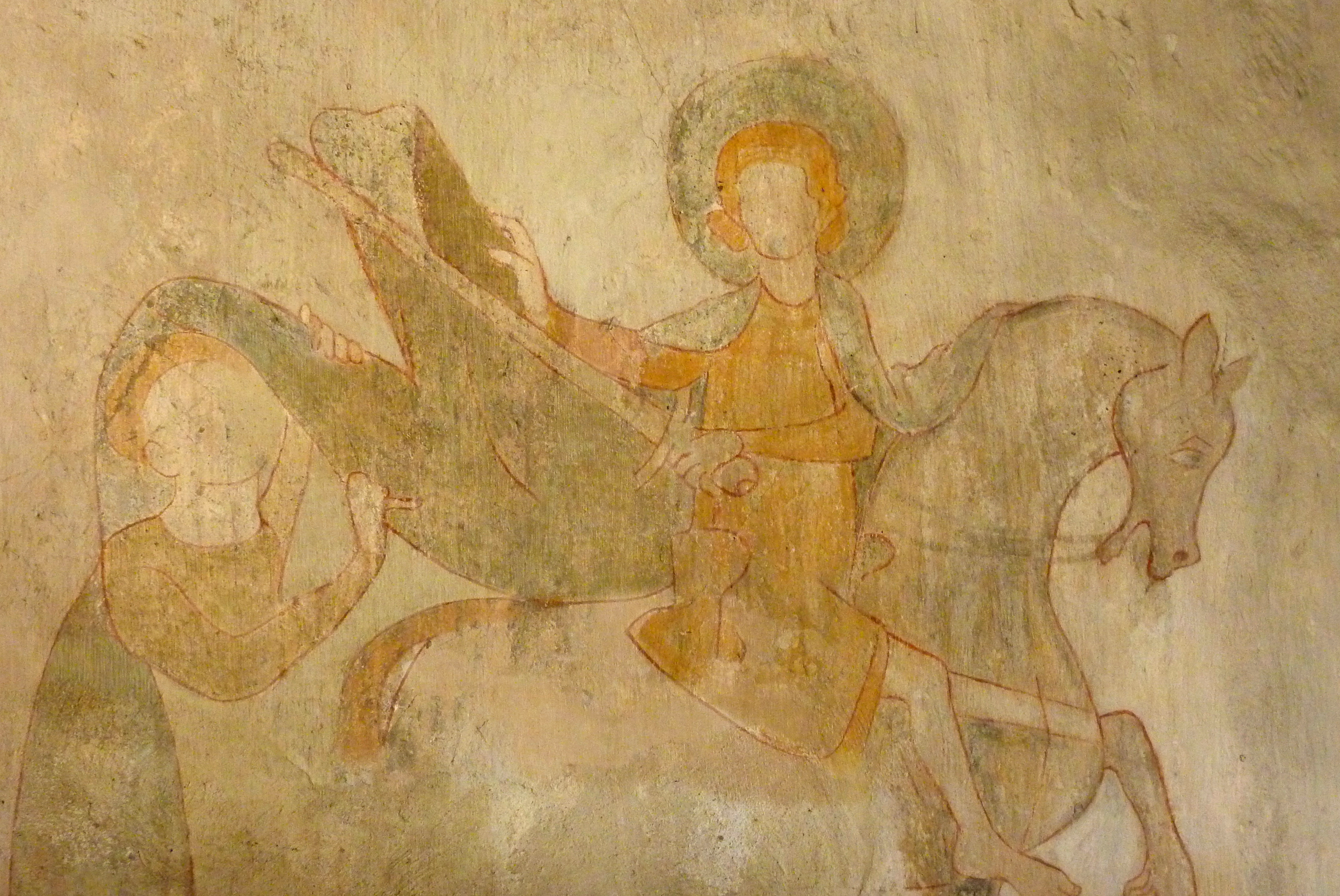
Heiliger Martin

## Chorfußboden

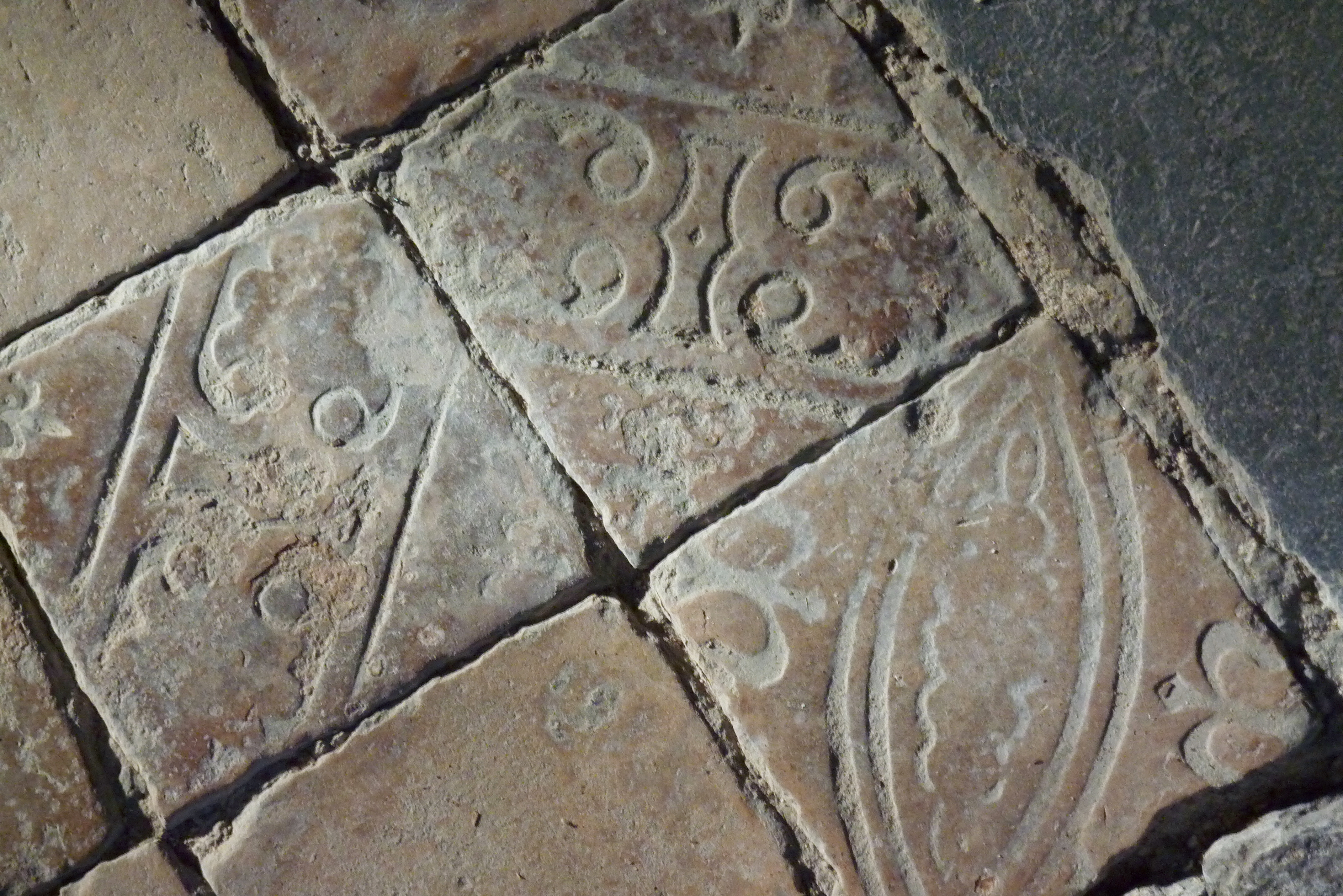
Tonfliesen aus dem 13. Jahrhundert

Im Chorraum sind Fliesen erhalten, die in die zweite Hälfte des 13. Jahrhunderts datiert werden und aufgrund ihrer Größe und Motive vermutlich aus der Werkstatt des Klosters Eberbach im Rheingau stammen. Da die noch in situ befindlichen Fliesen zumeist keiner geometrischen Ordnung folgen, geht man davon aus, dass es sich um eine Zweitverwendung handelt. Die Fliesen sind aus rotem, grauem und grauschwarzem Ton hergestellt und mit Mustern wie ein Adler in einem Kreis, ein Löwe, ein siebenzackiger Stern in einem Kreis, Lilien in einem Dreieck oder in den Ecken eines Quadrats versehen.

## Ausstattung
- Kastenaltar mit gemauertem Stipes und Confessio und von der Vorderseite sichtbares entwidmetes Sepulcrum, vielleicht aus gotischer Zeit
- Altarkruzifix aus der zweiten Hälfte des 16. Jahrhunderts
- Piscina und Sakramentsnische

## Denkmalschutz
Die Peterskapelle ist ein geschütztes Kulturdenkmal nach dem Denkmalschutzgesetz (DSchG) und in der Denkmalliste des Landes Rheinland-Pfalz eingetragen. Sie liegt im Ortsteil Oberspay, im Bereich der Ortsgemeinde Spay, Ortsausgang Richtung Boppard. Seit 2002 ist die Peterskapelle Teil des UNESCO-Welterbes Oberes Mittelrheintal.